# Desmin Borges

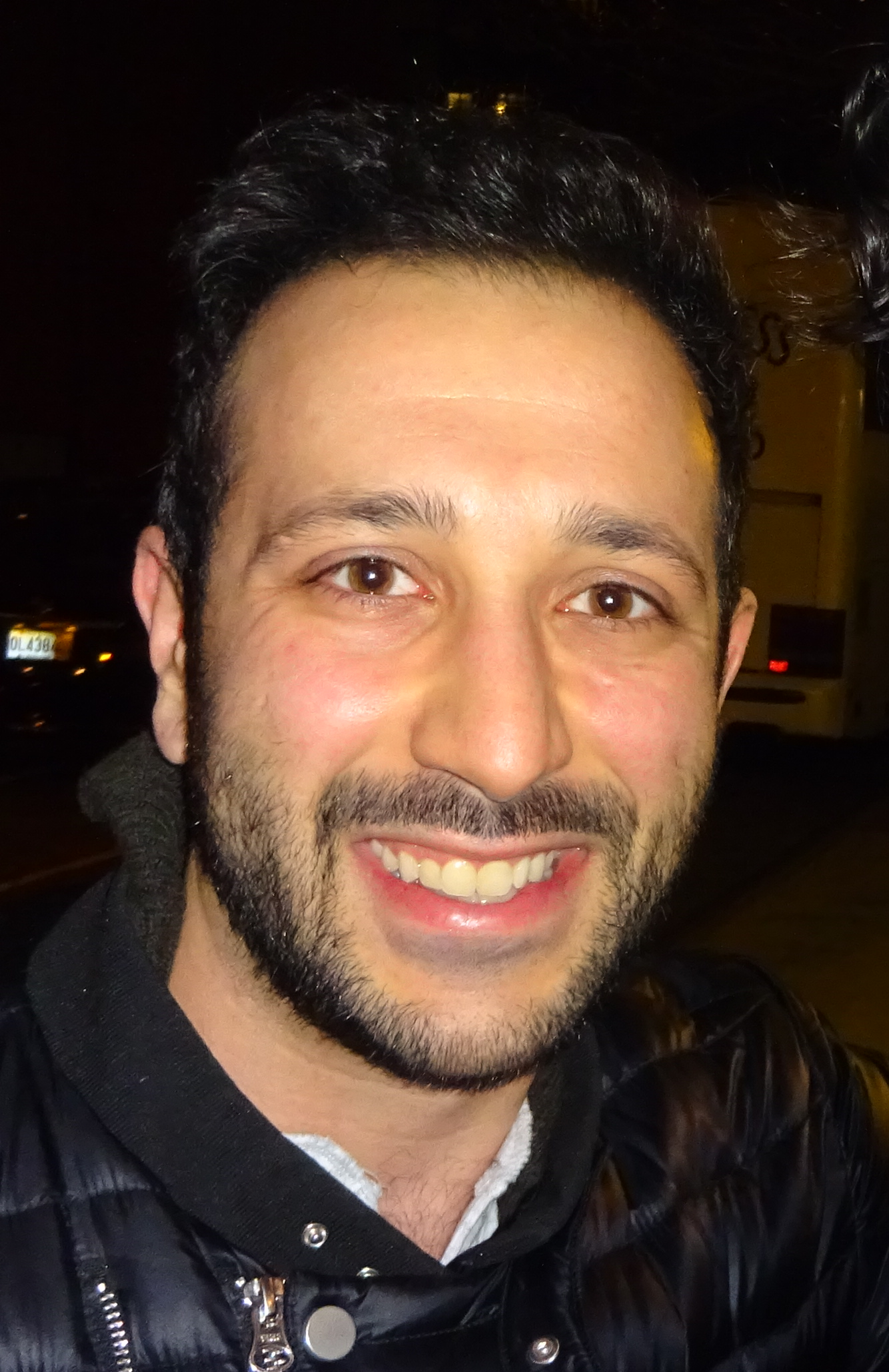
Desmin Borges (2016)

Desmin Borges (* 1984 in Chicago) ist ein US-amerikanischer Film- und Theaterschauspieler, der mit seiner Rolle in You’re the Worst bekannt wurde.

## Leben und Wirken
Borges studierte Schauspiel an der Theaterschule der DePaul University in Chicago. Nach verschiedenen Gastauftritten, unter anderem in Good Wife und Switched at Birth war er im Jahr 2013 Teil der festen Besetzung von Next Caller. Von 2014 bis 2019 spielte er in You’re the Worst die Hauptrolle Edgar Quintero. 2016 war er im Film, basierend auf dem gleichnamigen Roman von Caren Lissner, Carrie Pilby in der Rolle Douglas zu sehen. 2018 war er Teil der Besetzung des Filmdramas Private Life, eine Produktion für Netflix. Ebenfalls auf Netflix veröffentlicht wurde 2019 die Serie Living with Yourself, in der Borges eine Rolle als wiederkehrender Charakter hatte.
Außerdem war Borges an verschiedenen Bühnenproduktionen beteiligt und wurde für seine Rolle in The Elaborate Entrance of Chad Deity mit dem Theatre World Award ausgezeichnet. Er ist Teil des Ensembles des Teatro Vista.

## Filmografie (Auswahl)
- 2008: Good People (Kurzfilm)
- 2011: Mr. Poppers Pinguine (Mr. Popper’s Penguins)
- 2011 & 2013: Good Wife (The Good Wife, Fernsehserie, Folgen 2.22 & 5.01)
- 2012: Switched at Birth (Fernsehserie, Folge 1.11)
- 2012: Castle (Fernsehserie, Folge 4.11)
- 2013: Das Wunder von New York (All Is Bright)
- 2013: Next Caller (Fernsehserie, Folgen 1.02–1.05)
- 2014: The Mend
- 2014: Detective Laura Diamond (Fernsehserie, Folge 1.03)
- 2014–2019: You’re the Worst (Fernsehserie, 62 Folgen)
- 2015: Open Tables
- 2016: Preacher (Fernsehserie, Folgen 1.09–1.10)
- 2016: Divorce (Fernsehserie, Folge 1.01)
- 2016: Carrie Pilby
- 2017: The Guest Book (Fernsehserie, Folge 1.03)
- 2017: Madam Secretary (Fernsehserie, Folge 4.08)
- 2018: Private Life
- 2019: Living with Yourself (Fernsehserie, sechs Folgen)
- 2022: Shotgun Wedding – Ein knallhartes Team (Shotgun Wedding)
- 2024: Only Murders in the Building (Fernsehserie, 7 Folgen)
- 2025: Valiant One